# Франческо Мессіна
 Франче́ско Мессі́на (італ. Francesco Messina; 15 грудня 1900, Лінгуаглосса, Катанія — 13 вересня 1995, Мілан) — італійський скульптор. Створював скульптурні портрети, станкові скульптури, графічні твори (пастелі, малюнки,літографії). Був представником реалізму.

## Біографія
Народився в провінції Катанія в небагатій родині. З 8 років прийшов до майстерні скульптора, що робив надгробки. У 12 років почав займатися в Школі малюнка, а також самоосвітою. Перебрався на промислово розвинений північ Італії, в місто Генуя, де продовжив працювати в майстерні скульптора Дж. Сканци, майстра надгробків.
З 1932 року брав участь у виставках і отримав перші схвальні відгуки художньої критики. Мав визнання як на італійських, так і на міжнародних виставках. Використовував різні матеріали (теракота, гіпс, бронза). Улюбленим матеріалом скульптора стала бронза, яку полюбляють в Італії з часів Стародавнього Риму. Залюбки творив образи дітей, підлітків («Хлопчик біля моря», «Беатріче», «Давид», «Плавець»). Реалістичні бронзи Мессіни надзвичайно повно відтворюють пластичну красу людського тіла, нагадуючи шедеври майстрів італійського відродження чи Стародавньої Греції.
Як і багато сучасних майстрів, виконував серії скульптур (коні, балет тощо).
У 1942 році отримав премію на міжнародній виставці бієнале в місті Венеція. Твори скульптора прикрасили музеї, церкви, площі різних країн світу.
Мандрував країнами Західної Європи. Перебрався в Мілан, відомий промисловий і мистецький центр сучасної Італії. Міжнародне визнання скульптора змусило адміністрацію Художньої Академії Брера запросити скульптора на посаду викладача і завідувача кафедри скульптури. Пізніше він став директором навчального закладу. У старій, покинутій церкві Мілана (Сан Сісто, 1594 року) обладнав свою майстерню. Відреставровану на його кошти церкву з колекцією скульптур передав у дарунок Мілану, де і було створено музей скульптора.

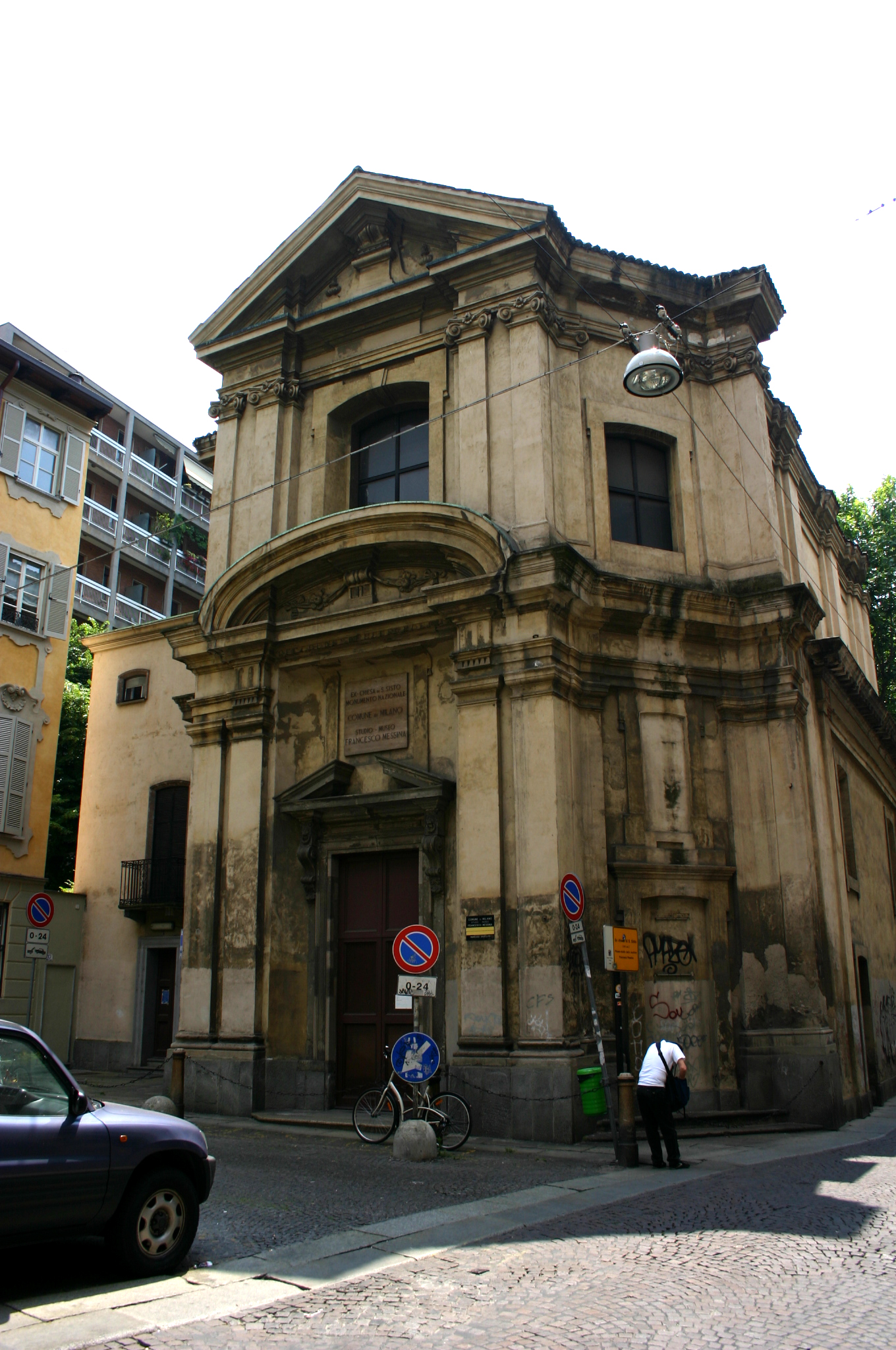
Церква Сан Сісто, Мілан, тепер музей скульптора

У зв'язку з паралічем руки в похилому віці, залишив працю скульптора і займався лише графікою. Писав вірші, надрукував декілька поетичних збірок і книгу спогадів.
Помер у Мілані 13 вересня 1995 року.

## Вибрані твори
- Закохана пара, 1928
- портрет художника П'єра Маруссіга, 1929
- письменник Умберто Саба.
- Автопортрет, 1932
- Рибалка, 1932
- Йов, 1934
- портрет Сальваторе Квазімодо, 1936
- Б'янка, 1938
- портрет Массімо Лелі
- портрет Марії-Лаури
- портрет Рафаеля Кальцині, 1948
- Єва, 1949
- Сандра
- погруддя Джакомо Пуччіні, 1958
- Беатріче, 1959
- Адам і Єва, 1959
- портрет Ерметра
- погруддя П'єтро Масканьї,1963
- монумент Пію ХІ, Ватикан, собор Святого Петра, 1963
- танцівниця Аіда Аккола, 1967
- монумент Пію ХІ, Мілан, Собор, 1968
- Хіроко, 1977
- Клара Фрачі, 1977

## Обрані твори (галерея)

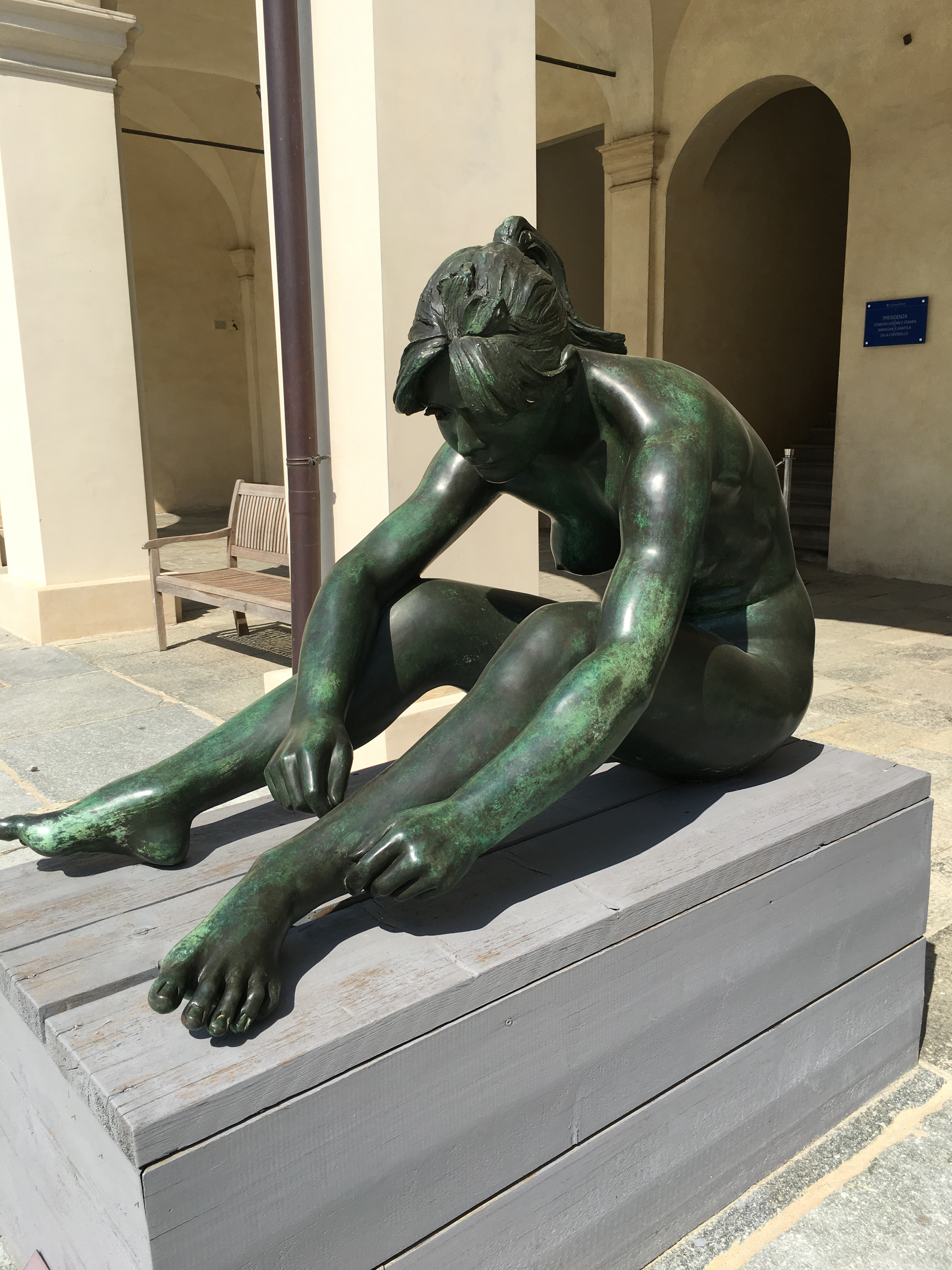
«Танцівниця»
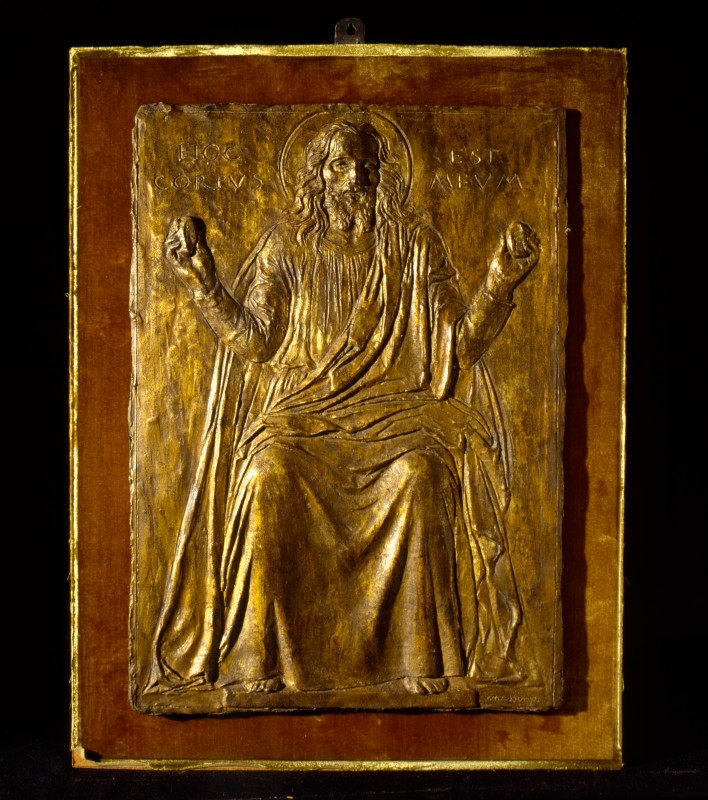
«Благословіння хліба»